# Камбиаска
Камбиа̀ска (на италиански и на местен диалект: Cambiasca) е село и община в Северна Италия, провинция Вербано-Кузио-Осола, регион Пиемонт. Разположено е на 290 m надморска височина. Населението на общината е 1636 души (към 2010 г.).